# Abdullah ben Idriss
Moulay Abdullah ben Idriss, né a Fès, alors capitale du Maroc au neuvième siècle, est le deuxième ou cinquième fils du sultan Idris II de la dynastie des Idrissides.
Il est nommé gouverneur du Sous al-Aqsa par son frère le sultan Muhammad ben Idris.
Il est le fondateur de la ville de Tamdoult,.

## Une lignée idrisside
Parmi ses descendants, les deux lignées les plus connues sont les El Amghari et les Ubaydi.
La lignée compte aussi d'autres familles moins célèbres (Maamour, etc...) formant des tribus réparties dans diverses régions du Royaume, jusqu'à la frontière algérienne.
La première est connue pour avoir comme membre le Shaykh marocain Abd al-Aziz El-Amghari et la deuxième pour avoir activement participé à la révolte contre l'occupant français en Tunisie et en Algérie notamment sous les ordres de l'un des fils de l'Emir Abdelkader ibn Muhieddine.